# Frederick William Frohawk
Frederick William Frohawk (16 luglio 1861 – 10 dicembre 1946) è stato uno zoologo e lepidotterista inglese.
Ultimogenito di un proprietario terriero, nacque a Brisley Hall, East Dereham, nel Norfolk. Maturò un interesse per il disegno e la storia naturale dalla madre. All'età di sette anni trovò e riuscì a catturare una rara farfalla, la Colias hyale. La famiglia si trasferì a Great Yarmouth e successivamente a Ipswich, dove il piccolo Frohawk trovò molte specie interessanti. Dopo la morte del padre, nel 1873, la famiglia si trasferì a Croydon e in seguito a South Norwood. Frohawk studiò presso il Norwood College e durante questo periodo di tempo contrasse una febbre tifoide che lo rese quasi cieco da un occhio. Nel 1880 la famiglia si trasferì un'altra volta, andando ad Upper Norwood, e qua Frohawk si dedicò al disegno, ottenendo anche la sua prima commissione come illustratore del Field. Frohawk fu sostenuto nel suo lavoro da Walter Rothschild, che in seguito acquistò una serie di suoi acquerelli raffiguranti farfalle.
Tra le sue opere più importanti ricordiamo Natural History of British Butterflies (1924) e The Complete Book of British Butterflies (1934). Nel 1927 le necessità economiche lo spinsero a vendere la sua collezione di farfalle a Lord Rothschild per 1000 sterline. Attualmente essa è custodita nella collezione Rothschild al Natural History Museum di Londra. Frohawk illustrò anche numerosi libri sugli uccelli, come Aves Hawaiienses: The Birds of the Sandwich Islands, e Birds of the British Isles and their Eggs, scritto assieme ad Arthur Gardiner Butler e pubblicato nel 1898.
Nel giugno del 1895 Frohawk sposò Margaret Grant; essa dette lui due figlie, ma morì nel 1907. Nel 1909 si risposò con Mabel Jane Hart Bowman, che le diede una terza figlia, alla quale Frohawk diede il nome di Valezina, come una sottospecie della farfalla Argynnis paphia.
Morì il 10 dicembre 1946 e fu seppellito nel cimitero di Headley, nel Surrey.